# Честноков Володимир Іванович
Честноков Володимир Іванович — російський актор. Народний артист СРСР (1960). Лауреат Державної премії СРСР (1950, 1967).
Народився 12 квітня 1904 р. Помер 15 травня 1968 р. Закінчив Школу російської драми (Ленінград, 1924). Працював у театрах Ленінграда.

## Фільмографія
В кіно знімався з 1938 р. (фільми: «Професор Мамлок», «Четвертий перископ», «Пирогов», «Академік Іван Павлов», удостоєний Державної премії СРСР 1950 р., «Зелена карета», «У дні Жовтня» та ін).
Грав Чернишевського у кінокартині І. Савченка «Тарас Шевченко» (1951).